# Arbeitsgemeinschaft für Kinder- und Jugendhilfe
Die Arbeitsgemeinschaft für Kinder- und Jugendhilfe (AGJ) ist das Forum und Netzwerk bundeszentraler Zusammenschlüsse, Organisationen und Institutionen der freien und öffentlichen Kinder- und Jugendhilfe in Deutschland. Rechtsträger der AGJ ist der „Vorstand der Arbeitsgemeinschaft für Kinder- und Jugendhilfe e. V.“
Der Sitz der Organisation ist in Berlin. Aktuelle Vorsitzende ist Karin Böllert.
Die rund 100 Mitglieder arbeiten und wirken zusammen mit dem Ziel der jugendpolitischen und fachpolitischen Kommunikation und Kooperation auf der Bundesebene, aber auch im europäischen bzw. internationalen Kontext, und bilden ein fachpolitisches Netzwerk in den sechs Mitgliedergruppen bzw. Mitgliedersäulen der AGJ, das sind die
- Bundeszentrale Jugendverbände und Landesjugendringe
- Bundeszentrale Spitzenverbände der Freien Wohlfahrtspflege
- Bundeszentrale Fachorganisationen der Jugendhilfe
- Oberste Jugend- und Familienbehörden der Länder
- Bundesarbeitsgemeinschaft Landesjugendämter
- Vereinigungen und Organisationen, die auf Bundesebene in den Bereichen Personal und Qualifizierung (Aus-, Fort- und Weiterbildung) für die Jugendhilfe tätig sind.

Seit der Gründung im Jahr 1949 sieht der Verein mit Sitz in Berlin seinen zentralen Auftrag darin, die organisatorischen und fachlichen Strukturen der Jugendhilfe auf der Bundesebene zu bündeln. Sie versteht sich als Interessenvertretung der Kinder- und Jugendhilfe, als träger- und handlungsfeldübergreifender Zusammenschluss und als kooperatives Netzwerk im Interesse der Einheit der Kinder- und Jugendhilfe. Die AGJ vertritt als „Deutsches Nationalkomitee im frühen Kindesalter“ den Bereich der frühkindlichen Erziehung in der Weltorganisation „Organisation Mondiale pour L’Éducation Prèscolaire“. Darüber hinaus vertritt sie in der Organisation „Eurochild – The EuropeanNetwork the Welfare and Rights of Children and Young People“ gemeinsame Positionen der Kinder- und Jugendhilfe unter Berücksichtigung der besonderen Struktur der deutschen Jugendhilfelandschaft. Unter dem Fokus von Jugendhilferechts- und Familienrechtsfragen beteiligt sich die AGJ gemeinsam mit Vertreter der Kinder- und Jugendhilfe aus der Schweiz, Österreich und den Niederlanden außerdem an regelmäßig stattfindenden Fachgesprächen.
Mit Vorschlägen und Handlungsempfehlungen sowie Positionspapieren zur Arbeit und Praxis der Kinder- und Jugendhilfe und durch mannigfaltige Veranstaltungen zu zentralen Themen und Aufgabenstellungen setzt sich die AGJ für die Weiterentwicklung und Verbesserung der Praxisbedingungen in der Kinder- und Jugendhilfe ein.
Die AGJ gibt viermal jährlich die Zeitschrift Forum Jugendhilfe heraus. Diese bietet Fachbeiträge, Interviews und Kommentare etc. zu aktuellen Themen der Kinder- und Jugendhilfe sowie der Kinder- und Jugend(hilfe)politik. Schwerpunktthemen waren unter anderem 25 Jahre SGB VIII und Straßenjugendliche in Deutschland.
Die AGJ veranstaltet seit 1964 alle drei bis vier Jahre den Deutschen Kinder- und Jugendhilfetag. Darüber hinaus vergibt sie den insgesamt mit 15.000 Euro dotierten Deutschen Kinder- und Jugendhilfepreis in den Kategorien Medien, Praxis und Theorie und Wissenschaft.